# Chrysorabdia vilemani
Chrysorabdia vilemani är en fjärilsart som beskrevs av George Francis Hampson 1911. Chrysorabdia vilemani ingår i släktet Chrysorabdia och familjen björnspinnare. Inga underarter finns listade i Catalogue of Life.

## Bildgalleri

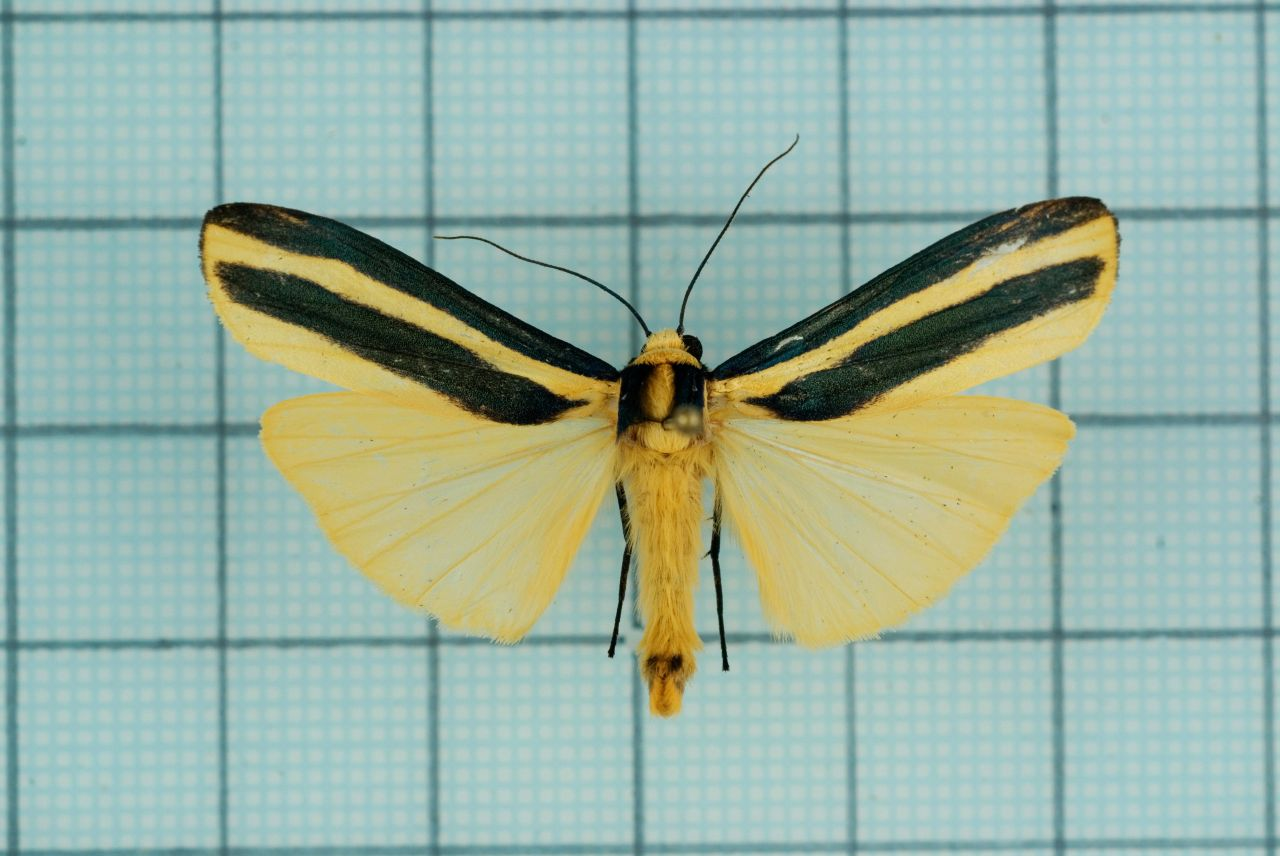
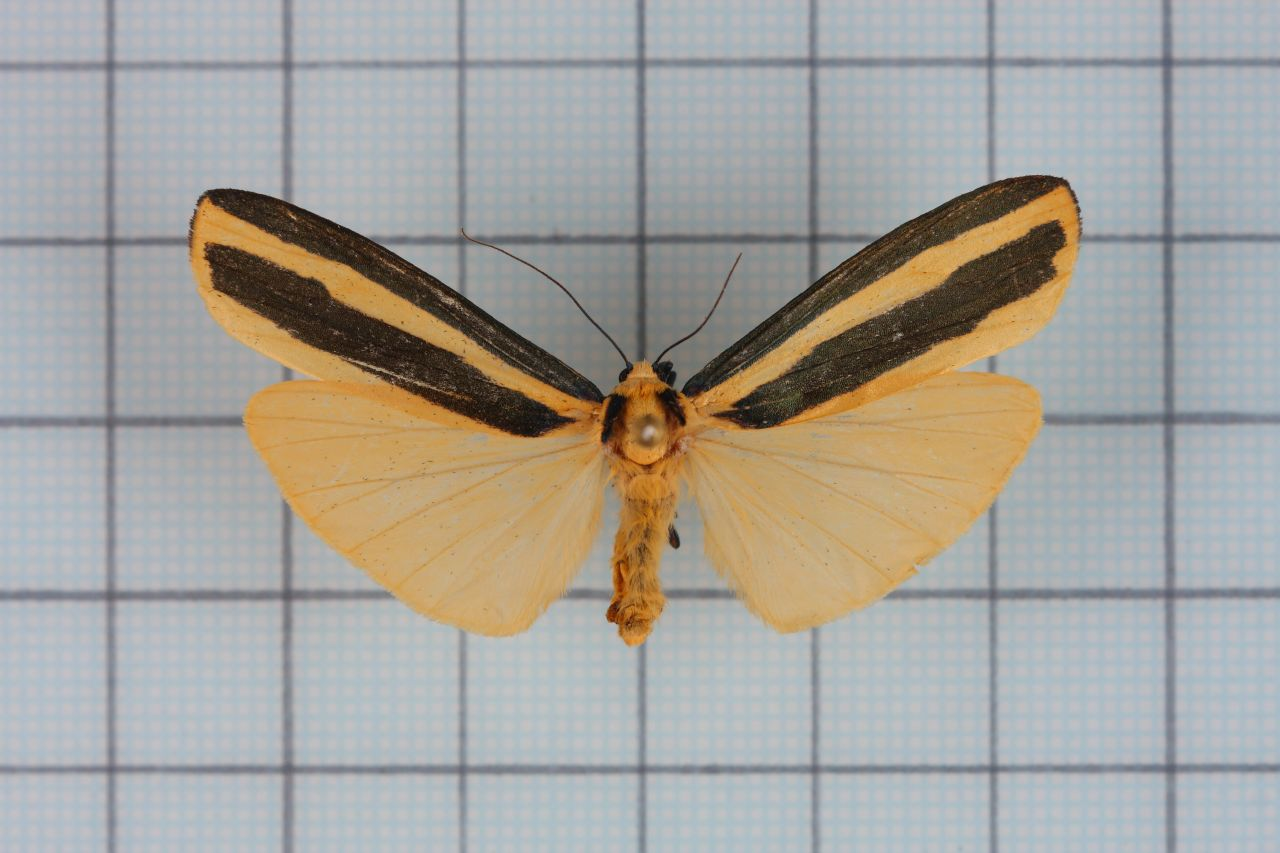
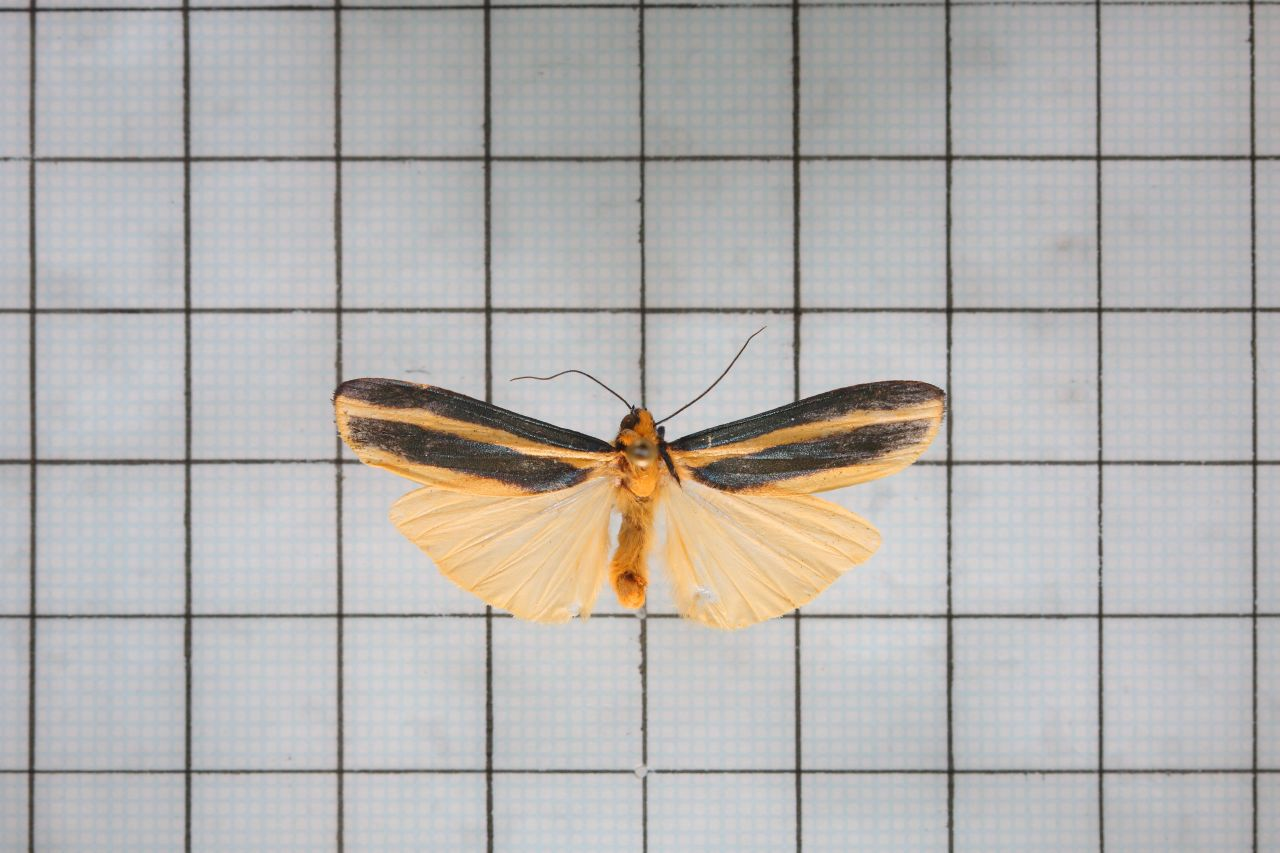
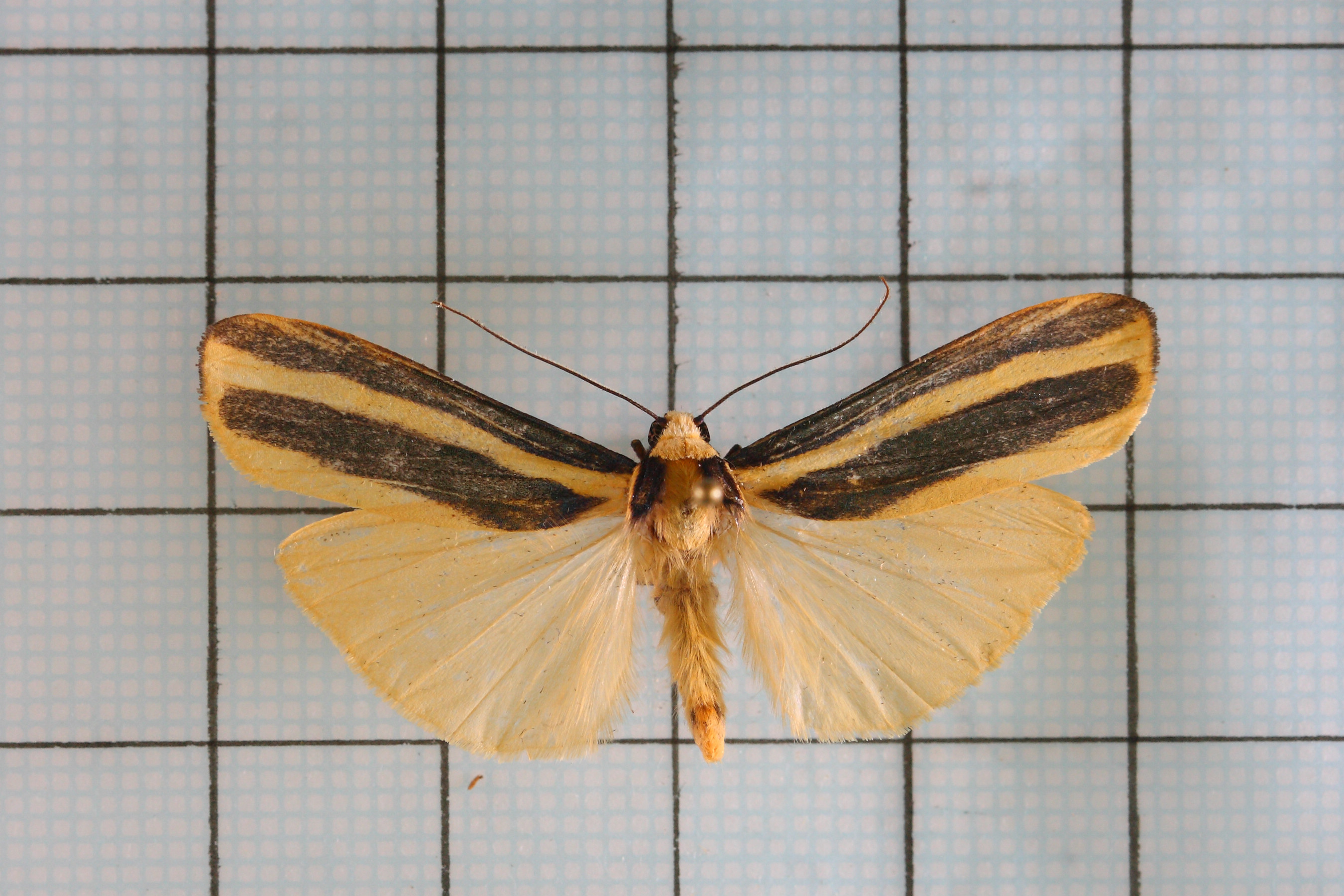